# بطولة تونس للكرة الطائرة للرجال 2021–22
بطولة تونس للكرة الطائرة للرجال 2021-2022 هو الموسم رقم 67 من بطولة تونس للكرة الطائرة للرجال.

فاز بهذا الموسم الترجي الرياضي التونسي.

## روابط خارجية
- الموقع الرسمي للجامعة التونسية للكرة الطائرة.